# 愛璃
愛璃（あいり、1992年12月15日 - ）は、日本の女性シンガーソングライター。
福島県福島市出身。2016年以降は主に碧井 愛莉（あおい あいり）名義で活動を行っており、ソロ活動以外にもロックバンド「Vertex Light」のボーカリストも務めていた。血液型はA型。
近年では音楽活動のみならず、声優としてゲームアプリ、ラジオ、店内放送、イベントMCなどに携わる他、CM出演も行うなど活動は多岐にわたる。

## 来歴
2013年の春頃から都内を中心にソロ活動をスタートさせ、7月31日に1stシングル『鈴音-RinNe-』をインディーズレーベルで発売。発売から1年かけ手売りで1500枚を売り切りった後、再発売され現在までに累計3200枚を売り上げた。同年冬、活動開始1年での1stワンマンライブはSOLDOUTの上、入場規制がかかり大成功を収める。
2014年12月13日、池袋KINGSX TOKYOで行われた自身初の2ndワンマンライブにて2ndシングル『Change The World』を発売。同年に映画『ブラックフィルム』の主題歌を担当。
2015年8月5日、映画『ひきこさんvs貞子』のオーディションバトルで1位となり、主題歌を担当することが決定。同年、テレビ静岡のCM／リポーター『保険の見直し本舗』に出演。
2016年1月10日までは秋葉原を中心にアイドルとして月間10～20本程のライブを行っていたが、現在は月に4～5本、本格的なバックバンドをつけてライブを行っている。この1月10日に行われた3rdワンマンライブで「アイドル卒業宣言」をし、芸名を【愛璃】から【碧井愛莉】へと改名した。
2016年5月18日、1stアルバム『FirstSTORY』を発売。本作が自身初のメジャー流通CD作品となった。同年に東北六大祭、東北六魂祭（とうほくろっこんさい）のわらじまつりのMCを担当。
2016年〜2018年春まで、FM『猫ひろしのキバRUNラジオ』にレギュラー出演。
2017年、Mt.RAINIER HALLでのワンマンライブ後、自身のライブ活動の無期限休止を発表。
2018〜2019年、ミュージカル『陰陽師～大江山編～』の挿入歌とボイスアクト（茨城童子 役）を担当。

## 人物
幼少より歌う事が好きな普通の女の子だった。スポーツも好きで、陸上競技や器械体操部に所属し、学生時代には全国大会や国体へも出場している。
2011年に発生した東日本大震災で、自身の出身地である福島県も甚大な被害を被り、それがきっかけで「誰かに思いを届けたい、伝えたい」と強く思うようになり音楽活動を開始した。デビュー曲の「鈴音-RinNe-」は、東日本大震災の《寂しさ》と、そこで感じた《人の愛情の強さ》を綴った作品である。愛璃はこの楽曲をほぼ毎回のライブで大切に歌い続けており、「歌う人生を選べたきっかけを忘れたくない。」と述べている。
元々楽器が弾けた訳でも、楽譜が読めた訳でもない《普通のカラオケ好きな塾の先生》だったが、活動を決めたその日から音楽の知識を貪欲に求めてきた結果、今では自身の楽曲は勿論、第三者への楽曲提供まで手掛けるようになり、年間で50曲ほどの作詞・作曲を手掛けている。

## ディスコグラフィー

### シングル
- 鈴音-RinNe-
  - 作詞：愛璃(碧井愛莉)／作曲：稲毛謙介

- 赤い罪
  - 作詞・作曲：愛璃(碧井愛莉)
  - 映画『ブラックフィルム』主題歌

- Change The World
  - 作詞：愛璃／作曲：稲毛謙介

- はないちもんめ
  - 作詞・作曲：愛璃(碧井愛莉)
  - 映画『ひきこさんvs貞子』主題歌

- フーテンのライオンさん
  - 　作詞・作曲：碧井愛莉
  - FM『猫ひろしのキバRUNラジオ』テーマ曲

- 約束をしよう
  - 作詞：碧井愛莉／作曲：大田将寛

- 時の旅人
  - 作詞・作曲：碧井愛莉

- AFFECT
  - 作詞・作曲：碧井愛莉／編曲：堀越亮
  - アパレルブランドイメージソング

- 二百年目の恋
  - 作詞：碧井愛莉／作曲：稲毛謙介

- Vertex Light
  - 作詞：碧井愛莉／作曲：Vertex Light

- Anemone
  - 作詞：碧井愛莉／作曲：Vertex Light

### アルバム
- FirstSTORY
- Scaffold　※VertexLight名義

## ワンマンライブ
- 2014年12月13日、1stワンマンライブ at 秋葉原モエファーレ

- 2015年4月28日、2ndワンマンライブ「Revenge」at 池袋KINGSX TOKYO

- 2016年1月10日、3rdワンマンライブ「thanks giving day」at 渋谷guilty

- 2016年3月より毎月アコースティック・ワンマンライブ

- 2016年12月5日、プレミアム・ワンマンライブ「碧井家の晩餐会」at 表参道La Donna

- 2017年12月1日、プレミアムワンマンライブ「星空のパレード」at 渋谷Mt.RAINIER HALL